# Desmiphora crocata
Desmiphora crocata är en skalbaggsart som beskrevs av Julius Melzer 1935. Desmiphora crocata ingår i släktet Desmiphora och familjen långhorningar. Inga underarter finns listade i Catalogue of Life.